# Ectopia
L'ectopia (dal greco ἔκτοπος éktopos: che è fuori ek- di posto tópos) è la disposizione di un organo del corpo nel punto sbagliato.
In generale l'ectopia è congenita, ma in alcuni casi può manifestarsi nell'individuo adulto. Gli esempi più comuni di ectopia sono l'ectopia lentis (l'organo colpito è il cristallino dell'occhio), l'ectopia cordis (il cuore del feto è al di fuori del corpo) e l'ectopia renale (i due reni sono fusi tra loro e dalla stessa parte del corpo, ovvero sono collocati in posizione anomala).
Per gravidanza ectopica si intende una gravidanza in cui l'ovulo fertilizzato si impianta al di fuori della cavità uterina o in una sede anomala all'interno dell'utero stesso.
In cardiologia invece per ectopia si intende la nascita dell'impulso elettrico non nel nodo seno-atriale, ma in sedi differenti e quindi l'ordine della depolarizzazione può risultare alterato.
Per espressione ectopica di un gene si intende invece l'espressione di un gene con una localizzazione differente da quella normale. L'espressione ectopica può portare in alcuni casi alla formazione di organi ectopici (per esempio nel moscerino Drosophila melanogaster sono stati prodotti individui che presentano sulle zampe occhi ectopici funzionanti, oppure antennapedia). Per ottenere l'espressione ectopica di un gene si può farlo precedere da un elemento enhancer nel promotore. In questo caso si ottiene generalmente una sovraespressione ectopica, ovvero un'espressione del gene elevata in tutto l'organismo, quindi anche in tessuti e organi dove non si trova in natura.